# Willem Hendrik Gerlings
Willem Hendrik Gerlings (Haarlem, 15 februari 1783 - Gorinchem, 17 november 1844) was van 1811 tot 1837 de eerst burgemeester die Heemstede heeft gekend. Hij was van 1817 tot 1837 tevens burgemeester te Bennebroek. Gerlings was in zijn carrière naast burgemeester tevens notaris.
Hij huwde op 20 mei 1814 te Heemstede met Anna Maria Magdalena Bouwens. Na haar overlijden in 1827 trouwde de weduwnaar op 27 januari 1831 te Arnhem met Catharina Christina Kip.